# Шумовская, Малгожата
Малгожа́та Шумо́вская (пол. Małgorzata Szumowska; род. 26 февраля 1973, Краков, Польша) — польский кинорежиссёр, сценарист и продюсер.

## Биография
Родилась в 1973 году в Кракове; её родителями были журналист Мацей Шумовский и писательница Барбара Тераковская. В 1998 году закончила режиссёрский факультет Киношколы в Лодзи, а до этого два года изучала историю искусств в Ягеллонском университете.
Ещё будучи студенткой Малгожата Шумовская сняла короткометражный документальный фильм, вошедший в историю Лодзинской киношколы. Снятый ею в 2001 году фильм «Счастливый человек» принёс ей европейскую известность, и она стала членом Европейской киноакадемии. Фильм 2008 года «33 сцены из жизни» заслужил специальный приз Локарнского кинофестиваля.
Муж — актёр Матеуш Косьцюкевич.

## Фильмография

### Режиссёр
| Год  | Оригинальное название       | Русское название      | Комментарий                                                                                             |
| ---- | --------------------------- | --------------------- | --- |
| 1996 | Kobiety są jak kwiaty       |                       | |
| 1996 | Zanim zniknę                |                       | |
| 1997 | Dusza z ciała wyleciała     |                       | |
| 1999 | Cisza                       |                       | |
| 2000 | Wniebowstąpienie            |                       | |
| 2000 | Szczęśliwy człowiek         |                       | |
| 2004 | Skrzyżowanie                |                       | |
| 2004 | Ono                         |                       | |
| 2004 | Wizje Europy                |                       | |
| 2005 | Solidarność, Solidarność…   |                       | |
| 2006 | A czego tu się bać?         |                       | |
| 2008 | 33 sceny z życia            |                       | Кинонаграда «Орёл» за лучший фильм, за лучшую музыку в фильме, за лучший монтаж, награда общественности |
| 2011 | Sponsoring                  |                       | |
| 2013 | W imię…                     | Во имя                | Премия «Тедди» за лучший фильм и Приз читателей журнала Siegessäule                                     |
| 2015 | Ciało                       | Тело                  | Серебряный медведь за лучшую режиссуру                                                                  |
| 2018 | Twarz                       | Лицо                  | Серебряный медведь — Гран-при жюри Берлинского кинофествиаля                                            |
| 2020 | Śniegu już nigdy nie będzie | Снега больше не будет | |
| ТВА  | Infinite Storm              | Бесконечный шторм     | |
| 2023 | Kobieta z...                | Женщина с…            | |

### Автор сценария
| Год  | Оригинальное название       | Русское название      | Режиссёр            | Комментарий |
| ---- | --------------------------- | --------------------- | ------------------- | ----------- |
| 1996 | Zanim zniknę                |                       | Малгожата Шумовская |             |
| 2000 | Szczęśliwy człowiek         |                       | Малгожата Шумовская |             |
| 2004 | Ono                         |                       | Малгожата Шумовская |             |
| 2004 | Wizje Europy                |                       | Малгожата Шумовская |             |
| 2005 | Solidarność, Solidarność…   |                       | Малгожата Шумовская |             |
| 2006 | A czego tu się bać?         |                       | Малгожата Шумовская |             |
| 2008 | 33 sceny z życia            |                       | Малгожата Шумовская |             |
| 2011 | Sponsoring                  |                       | Малгожата Шумовская |             |
| 2020 | Śniegu już nigdy nie będzie | Снега больше не будет | Малгожата Шумовская |             |
| TBA  | The Gambler Wife            |                       | Малгожата Шумовская |             |

### Продюсер
| Год  | Оригинальное название       | Русское название      | Режиссёр            | Комментарий |
| ---- | --------------------------- | --------------------- | ------------------- | ----------- |
| 2004 | Wizje Europy                |                       | Малгожата Шумовская |             |
| 2020 | Śniegu już nigdy nie będzie | Снега больше не будет | Малгожата Шумовская |             |